# Koronás tirannusz
A koronás tirannusz (Onychorhynchus coronatus) a madarak (Aves) osztályának verébalakúak (Passeriformes) rendjébe és a Tityridae családjába tartozó Onychorhynchus nem egyetlen faja.

## Rendszerezés
Besorolása vitatott, egyes rendszerezők a királygébicsfélék (Tyrannidae) családjába sorolják.

## Előfordulása
Bolívia, Brazília, Kolumbia, Ecuador, Francia Guyana, Guyana, Peru, Suriname és Venezuela területén honos. A természetes élőhelye szubtrópusi és trópusi esőerdők, mangrove és mocsári erdők.

## Alfajai
- Onychorhynchus coronatus castelnaui Deville, 1849
- Onychorhynchus coronatus coronatus (Statius Muller, 1776)
- Onychorhynchus coronatus fraterculus Bangs, 1902
- Onychorhynchus coronatus mexicanus (P. L. Sclater, 1857)
- Onychorhynchus coronatus occidentalis (P. L. Sclater, 1860)
- Onychorhynchus coronatus swainsoni (Pelzeln, 1858)[3]

## Megjelenése
Testhossza 17 centiméter. Valóságos koronát visel a fején, a keresztben álló, magas és széles legyező alakú bóbitát, mely acélkék hegyű piros tollakból áll. Tollazata felül sötét olajbarna, alul halvány okkersárga, a torkát is beleértve.
|  |

## Életmódja
Az aljnövényzet között keresgéli, vagy a levegőben kapja el rovarokból álló táplálékát.

## Szaporodása
Víz fölé függesztett fészkét laza anyaggal béleli ki.